# Comitê Executivo Central da União Soviética
O Comitê Executivo Central da URSS (em russo:  Центральный исполнительный комитет СССР, transl. Tsentralʹnyĭ ispolnitelʹnyĭ komitet SSSR  ), que pode ser abreviado como CEC ( em russo:  ЦИК    )  , foi o órgão supremo de governo da URSS entre as sessões do Congresso dos Sovietes de toda a União de 1922 a 1938. O Comitê Executivo Central elegeu o Presidium , ao qual, como seu órgão controlador, foi delegada autoridade de governo enquanto o outro não estava em sessão. O presidente do Presidium serviu como chefe de estado cerimonial da URSS. O Comité Executivo Central também elegeu o Conselho dos Comissários do Povo, que era o seu órgão executivo e administrativo. O Comitê Executivo Central da URSS foi estabelecido em 1922 pelo Primeiro Congresso dos Sovietes de toda a União e foi substituído pelo Presidium do Soviete Supremo em 1938.
Inicialmente o Comitê tinha quatro copresidentes, depois de 1925 eram sete. As  RSSs do Cazaquistão e do Quirigistão foram criadas em 1936 e não tinham co-presidentes no órgão, uma vez que este foi dissolvido apenas dois anos depois.

## Descrição
O Comitê Executivo Central (CEC) foi criado com a adoção do Tratado sobre a Criação da URSS em dezembro de 1922. O CEC  foi eleito pelo Congresso dos Sovietes para governar em seu nome sempre que o Congresso dos Sovietes não estivesse em sessão. O ComitÊ Executivo Central foi convocado pelo Presidium do Comité Executivo Central, que foi eleito pelo Comité Executivo Central para governar em seu nome sempre que não estivesse em sessão. 
O Comitê Executivo Central da URSS não deve ser confundido com os Comités Executivos Centrais que operavam em cada uma das repúblicas constituintes da União Soviética. Estes foram:
- O Comitê Executivo Central de toda a Rússia na RSFSR
- O Comitê Executivo Central de Toda a Bielo-Rússia na RSS da Bielo-Rússia
- O Comitê Executivo Central Ucraniano na RSS da Ucrânia
- O Comitê Executivo Central de Todo o Cáucaso da SFSR Transacaucasiana

## Lista dos Comitês Executivos Centrais da União Soviética
- Comitê Executivo Central do Primeiro Congresso dos Sovietes (eleito em 30 de dezembro de 1922)
  - 1ª sessão (Moscou) – 30 de dezembro de 1922
  - 2ª sessão (Moscou) – 6 de julho de 1923
  - 3ª sessão (Moscou) – 6–12 de novembro de 1923

- Comitê Executivo Central do Segundo Congresso dos Sovietes (eleito em 2 de fevereiro de 1924)
  - 1ª sessão (Moscou) – 2 de fevereiro de 1924
  - 2ª sessão (Moscou) – 17–29 de outubro de 1924
  - 3ª sessão (Tbilisi) – 3–7 de março de 1925

- Comitê Executivo Central do Terceiro Congresso dos Sovietes (eleito em 20 de maio de 1925)
  - 1ª sessão (Moscou) – 21 de maio de 1925
  - 2ª sessão (Moscou) – 12 a 25 de abril de 1926
  - 3ª sessão (Moscou) – 14 a 25 de fevereiro de 1927

- Comitê Executivo Central do Quarto Congresso dos Sovietes (eleito em 26 de abril de 1927)
  - 1ª sessão (Moscou) – 27 de abril de 1927
  - 2ª sessão (Leningrado) – 15–20 de outubro de 1927
  - 3ª sessão (Moscou) – 11–21 de abril de 1928
  - 4ª sessão (Moscou) – 3 a 15 de dezembro de 1928

- Comitê Executivo Central do Quinto Congresso dos Sovietes (eleito em 28 de maio de 1929)
  - 1ª sessão (Moscou) – 29 de maio de 1929
  - 2ª sessão (Moscou) – 29 de novembro – 8 de dezembro de 1929
  - 3ª sessão (Moscou) – 4–12 de janeiro de 1931

- Comitê Executivo Central do VI Congresso dos Sovietes (eleito em 17 de março de 1931)
  - 1ª sessão (Moscou) – 18 de março de 1931
  - 2ª sessão (Moscou) – 22–28 de dezembro de 1931
  - 3ª sessão (Moscou) – 23–30 de janeiro de 1933
  - 4ª sessão (Moscou) – 28 de dezembro de 1933 – 4 de janeiro de 1934

- Comitê Executivo Central do Sétimo Congresso dos Sovietes (eleito em 6 de fevereiro de 1935)
  - 1ª sessão (Moscou) – 7–8 de fevereiro de 1935
  - 2ª sessão (Moscou) – 10–17 de janeiro de 1936
  - 3ª sessão (Moscou) – 11–14 de janeiro de 1937
  - 4ª sessão (Moscou) – 7–9 de julho de 1937

## Liderança

### Presidentes
O Presidium do Comité Executivo Central era composto de 21 membros e incluía os presidentes do Soviete da União e do Soviete das Nacionalidades. Um representante de cada república constituinte (inicialmente quatro) foi eleito um dos diretores do presidium.
- República Socialista Federativa Soviética Russa: Mikhail Kalinin (30 de dezembro de 1922 – 12 de janeiro de 1938)
- República Socialista Soviética Ucraniana : Grigory Petrovsky (30 de dezembro de 1922 – 12 de janeiro de 1938)
- República Socialista Soviética da Bielo-Rússia: Alexander Chervyakov (30 de dezembro de 1922 – 16 de junho de 1937)
- República Socialista Federativa Soviética Transcaucasiana :
  - Nariman Narimanov (30 de dezembro de 1922 – 19 de março de 1925)
  - Gazanfar Musabekov (21 de maio de 1925 – junho de 1937)

À medida que mais entidades (geralmente anteriormente Repúblicas Socialistas Soviéticas Autônomas ) foram promovidas ao status de repúblicas constituintes da URSS, elas receberam representação entre os diretores do Presidium:
- República Socialista Soviética do Uzbequistão (desde 1924): Fayzulla Khodzhayev (21 de maio de 1925 – 17 de junho de 1937)
- República Socialista Soviética do Turcomenistão (desde 1925): Nedirbay Aytakov (21 de maio de 1925 – 21 de julho de 1937)
- República Socialista Soviética Tadjique (desde 1929):
  - Nusratullo Maksum (18 de março de 1931 – 4 de janeiro de 1934)
  - Abdullo Rakhimbayev (4 de janeiro de 1934 – setembro de 1937)

### Secretários do Presidium
- 1922–1935 Avel Yenukidze
- 1935–1937 Ivan Akulov
- 1937–1938 Aleksandr Gorkin

### Presidentes do Soviete de Nacionalidades
- 1927–? Mykola Skrypnyk

## Poderes
A Constituição Soviética de 1924 definiu os poderes do CEC como:
- Convocação dos Congressos dos Sovietes
- Eleição do Conselho dos Comissários do Povo (Sovnarkom)
- Adoção de decretos e atos legislativos
- Ações legislativas e administrativas que lhe são atribuídas